# Чжунчжен
Район Чжунчжен (кит.: 中正區) — район в столиці та місті центрального підпорядкування Республіки Китай Тайбеї.

## Географія
Площа району Чжунчжен на 10 вересня 2017 становила близько 7,6071 км².

## Населення
Населення району Чжунчжен на 15 серпня 2006 становило близько 158 650 осіб. Густота населення становила 20 855,5 осіб/км².

## Економіка
Chunghwa Telecom, та A.mart (Far Eastern Ai Mai) мають штаб-квартиру в районі. Pxmart раніше мала штаб-квартиру в районі.